# Cálculo umbral
En matemáticas, antes de la década de 1970, el término cálculo umbral se refería a la sorprendente similitud entre las ecuaciones algebraicas y las exponenciales en la aplicación de ciertas técnicas no estrictamente rigurosas utilizadas para "probarlas", aparentemente no relacionadas entre sí. Aquí, la raíz latina umbral se utilizaba con el significado de sombra, haciendo referencia a la relación entre superíndices exponenciales y su sombra, los subíndices que se relacionan con ellos.
Estas técnicas fueron introducidas por John Blissard (1861) y a veces se denominan "método simbólico de Blissard". A menudo también se atribuyen a Édouard Lucas (o a James Joseph Sylvester), que usaron la técnica extensivamente.

## Breve historia
En las décadas de 1930 y 1940, Eric Temple Bell intentó fundamentar el cálculo umbral desde unos planteamientos rigurosos.
En la década de 1970, Steven Roman, Gian-Carlo Rota y otros matemáticos desarrollaron el cálculo umbral mediante funcionales lineales en espacios de polinomios. Actualmente, el cálculo umbral se refiere al estudio de las series de Sheffer, incluidas las series polinómicas de tipo binomial y la serie de Appell, pero puede abarcar técnicas de correspondencia sistemática de diferencias finitas.

## El cálculo umbral delsigloXIX
El método es un procedimiento de notación utilizado para deducir identidades que involucran series de números indexadas al "simular que los índices son exponentes". Interpretado literalmente, es absurdo y, sin embargo, funciona: las identidades deducidas a través del cálculo umbral también pueden deducirse adecuadamente mediante métodos más complicados que pueden seguirse literalmente sin dificultades lógicas.
Un ejemplo conocido involucra a los polinomios de Bernoulli. Considerándose por ejemplo el teorema del binomio ordinario (que contiene un coeficiente binomial):
{\displaystyle (y+x)^{n}=\sum _{k=0}^{n}{n \choose k}y^{n-k}x^{k}}
y la relación notablemente similar en los polinomios de Bernoulli:
{\displaystyle B_{n}(y+x)=\sum _{k=0}^{n}{n \choose k}B_{n-k}(y)x^{k}.}
Comparando también la deducción ordinaria
{\displaystyle {\frac {d}{dx}}x^{n}=nx^{n-1}}
con una relación de aspecto muy similar en los polinomios de Bernoulli:
  
{\displaystyle {\frac {d}{dx}}B_{n}(x)=nB_{n-1}(x).}
Estas similitudes permiten construir pruebas de "cálculo umbral" que a priori no deberían ser correctas, pero parecen funcionar de todos modos. Así, por ejemplo, simulando que el subíndice n − k es un exponente:
{\displaystyle B_{n}(x)=\sum _{k=0}^{n}{n \choose k}b^{n-k}x^{k}=(b+x)^{n},}
y luego diferenciando, se obtiene el resultado deseado:
{\displaystyle B_{n}'(x)=n(b+x)^{n-1}=nB_{n-1}(x).}
En el desarrollo anterior, la variable b es una "umbra" (palabra en latín para sombra).
Véase también la fórmula de Faulhaber.

## Serie de Taylor umbral
También se observaron relaciones similares en la teoría de diferencias finitas. La versión umbral de la serie de Taylor viene dada por una expresión similar, que implica las k-ésimas diferencias finitas {\displaystyle \Delta ^{k}[f]} de una función polinómica f,
{\displaystyle f(x)=\sum _{k=0}^{\infty }{\frac {\Delta ^{k}[f](0)}{k!}}(x)_{k}}
donde
{\displaystyle (x)_{k}=x(x-1)(x-2)\cdots (x-k+1)}
es el símbolo de Pochhammer utilizado aquí para el producto de la serie descendente. Una relación similar es válida para las diferencias finitas y el factorial ascendente.
Esta secuencia también se conoce como serie de Newton o desarrollo en diferencias de Newton hacia adelante. La analogía con el desarrollo de Taylor se utiliza con las diferencias finitas.

## Bell y Riordan
En los años 1930 y 1940, Eric Temple Bell intentó sin éxito hacer este tipo de argumento lógicamente riguroso. El especialista en combinatoria, John Riordan, utilizó ampliamente técnicas de este tipo en su libro Combinatorial Identities publicado en la década de 1960.

## El moderno cálculo umbral
Otro especialista en combinatoria, Gian-Carlo Rota, señaló que el misterio se desvanece si se considera el funcional lineal L sobre polinomios en z definidos por
{\displaystyle L\left(z^{n}\right)=B_{n}(0)=B_{n}.}
Luego, utilizando la definición de los polinomios de Bernoulli y la definición de linealidad de  L , se puede escribir
{\displaystyle B_{n}(x)=\sum _{k=0}^{n}{n \choose k}B_{n-k}x^{k}=\sum _{k=0}^{n}{n \choose k}L\left(z^{n-k}\right)x^{k}=L\left(\sum _{k=0}^{n}{n \choose k}z^{n-k}x^{k}\right)=L\left((z+x)^{n}\right).}
Esto permite reemplazar las apariciones de {\displaystyle B_{n}(x)} por {\displaystyle L((z+x)^{n})}, es decir, mover la n de un subíndice a un superíndice (la operación clave del cálculo umbral).
Por ejemplo, ahora se puede probar que
{\displaystyle B_{n}(y+x)=\sum _{k=0}^{n}{n \choose k}B_{n-k}(y)x^{k}}
expandiendo el lado derecho como
{\displaystyle \sum _{k=0}^{n}{n \choose k}B_{n-k}(y)x^{k}=\sum _{k=0}^{n}{n \choose k}L\left((z+y)^{n-k}\right)x^{k}=L\left(\sum _{k=0}^{n}{n \choose k}(z+y)^{n-k}x^{k}\right)=L\left((z+x+y)^{n}\right)=B_{n}(x+y).}
Más adelante, Rota declaró que se produjo mucha confusión debido a la falta de distinción entre tres equivalencias que se dan con frecuencia en este tema, todas denotadas con el símbolo "=".
En un artículo publicado en 1964, Rota usó métodos de cálculo umbral para establecer la fórmula de recursión satisfecha por los números de Bell, que contabiliza las particiones de conjuntos finitos.
En el artículo de Roman y Rota que se cita a continuación, el cálculo umbral se caracteriza como el estudio del álgebra umbral, definida como el álgebra de las funciones lineales en el espacio vectorial de los polinomios en una variable x, con un producto L1L2 de funciones lineales definidas por
{\displaystyle \langle L_{1}L_{2}\mid x^{n}\rangle =\sum _{k=0}^{n}{n \choose k}\langle L_{1}\mid x^{k}\rangle \langle L_{2}\mid x^{n-k}\rangle .}
Cuando las series polinómicas reemplazan a las series de números como imágenes de yn bajo la aplicación lineal L, entonces se considera que el método del cálculo umbral es un componente esencial de la teoría general de polinomios especiales de Rota, y esa teoría es el cálculo umbral de acuerdo con algunas definiciones modernas del término. En el artículo sobre series polinómicas de tipo binomial se puede encontrar una pequeña muestra de esa teoría. Otro es el artículo titulado serie de Sheffer.
Más adelante, Rota aplicó extensivamente el cálculo umbral en su trabajo con Shen para estudiar las diversas propiedades combinatorias de los cumulantes.